# میوند بانک
میوند بانک برای اولین بار در ۳۱ دسامبر ۲۰۰۸ با ریاست موکیش ورما تأسیس شد.
بانک میوند یکی از بزرگ‌ترین، قوی‌ترین و سریع‌ترین بانک‌های تجاری در افغانستان است. این بانک از اول ژانویه ۲۰۰۹ تأسیس و فعالیت بانکی خود را آغاز کرد. در یک بازه زمانی کوتاه ۷ ساله، بانک دارای ۴۲ شعبه خالص با سپرده‌های ۳۳۵ میلیون دلاری و پیش پرداخت‌های ۱۵۰ میلیون دلاری است. مجوزهای بیشتر برای افتتاح شعب بیشتر در حال انجام است. این بانک در ۱۷ شهر کشور حضور دارد و قصد دارد در آینده نزدیک در تمامی شهرها حضور داشته باشد. بانک میوند که توسط اتباع افغان با سرمایه قوی ۱۵۰۰ میلیون افغانی ترویج می‌شود.